# 1732 au théâtre
| Années du théâtre : 1729 - 1730 - 1731 - 1732 - 1733 - 1734 - 1735    |
| Décennies du théâtre : 1700 - 1710 - 1720 - 1730 - 1740 - 1750 - 1760 |

## Événements
- 7 décembre : inauguration du théâtre de Covent Garden à Londres.

## Pièces de théâtre publiées
- Sterbender Cato, tragédie de Johann Christoph Gottsched.

## Pièces de théâtre représentées
- 18 janvier : Le Glorieux, comédie de Philippe Néricault Destouches, Paris, Comédie-Française.
- 12 mars : Le Triomphe de l’amour, comédie de Marivaux, Paris, Comédie-Italienne.
- 1er juin : Les Vieux Débauchés (The Old Debauchees), comédie, et The Covent-Garden Tragedy, deux pièces de Henry Fielding, Londres, Théâtre de Drury Lane.
- 8 juin : Les Serments indiscrets, comédie de Marivaux, Paris, Comédie-Française.
- 26 juillet : L’École des mères, comédie de Marivaux, Paris, Comédie-Italienne.
- 13 août : Zaïre, tragédie de Voltaire, Paris, Comédie-Française.

## Naissances
- 24 janvier : Beaumarchais, dramaturge français.
- 7 juin : Nicolas-Médard Audinot, acteur et dramaturge français.
- 4 octobre : Dalainville, acteur français.

## Décès
- 4 décembre : John Gay, poète et dramaturge anglais, né le 30 juin 1685.